# Czudzka Flotylla Wojenna
Czudzka Flotylla Wojenna (ros. Чудская военная флотилия) – radziecka flotylla okrętów, działająca na  jeziorze Czudzkim. Utworzona po raz pierwszy w 1919 roku podczas wojny domowej w Rosji i w tym roku rozformowana. Ponownie istniała podczas II wojny światowej, w okresie lipiec-sierpień 1941 roku. W 1944 roku jej zadania pełniła Brygada Okrętów Rzecznych Floty Bałtyckiej na Jeziorze Czudzkim, nie nosząca już nazwy flotylli.

## Działania w latach 1918-1919
W chwili wybuchu rewolucji październikowej, 25 października 1917 (starego stylu) bolszewicy przejęli na Jeziorze Czudzkim pierwszy statek „Prezident”. W kwietniu 1918 rosyjska Flotylla Czudzka formalnie została wcielona do Floty Czerwonej, a 10 maja 1918 otrzymała status operacyjny. Okręty do jesieni przede wszystkim patrolowały rosyjsko-niemiecką linię demarkacyjną na jeziorze. Zadaniem flotylli było zabezpieczenie podejścia do Piotrogrodu; od 11 września była ona przydzielona Wojskowej Radzie Rewolucyjnej Frontu Północnego. 28 października 1918 jednak dowódca flotylli D. Nielidow przeszedł z trzema okrętami („Dielfin”, „Narodnik” i „Prezident”) do Pskowa, na stronę białych, wchodząc w skład Flotylli Czudzkiej "białych" sił. Jednostki na jeziorze następnie przechodziły jeszcze kilkakrotnie z rąk do rąk.
21 grudnia 1918 bolszewickie jednostki flotylli zostały podporządkowane 7 Dywizji Piechoty. Flotylla współdziałała z jednostkami lądowymi przeciwko natarciu wojsk Judenicza i interwentów od maja do sierpnia 1919. Posiadała bazę w Raskopele, następnie w Wałdaju. Została rozwiązana w 1919.

## Działania w 1941 roku
Flotylla została sformowana ponownie 3 lipca 1941 roku  na jeziorze Czudzkim z dywizjonu okrętów szkolnych (3 kanonierki, 13 kutrów artyleryjskich, 6 uzbrojonych parowców i innych jednostek). Główną bazą flotylli był na początku Gdow, potem Vasknarva, a w końcu Mustvee.

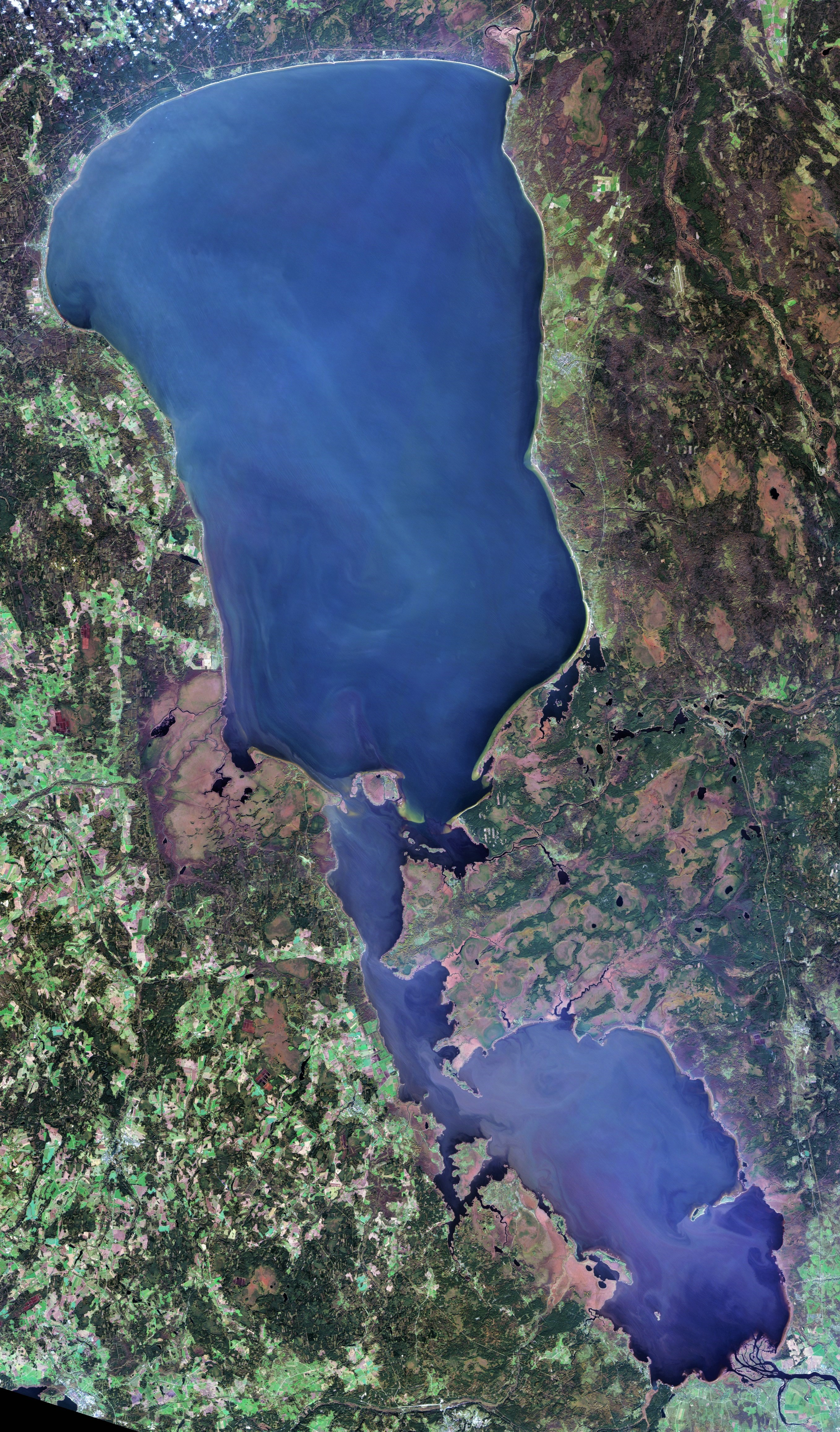
Zdjęcie satelitarne jeziora Czudzkiego

Flotylla wspierała oddziały 11 Armii w obronie Gdowa, prowadziła też rozpoznanie. Wszystkie kanonierki Flotylli odniosły w toku działań uszkodzenia od ataków lotnictwa. Po wycofaniu się wojsk Armii Czerwonej z Gdowa, okręty flotylli odeszły do źródeł rzeki Narwy i 13 sierpnia na rozkaz dowództwa zostały samozatopione. Załogi Flotylli działały na froncie pod Kingisepp, a potem przeszły do Leningradu.
Flotylla oficjalnie brała udział w działaniach bojowych do 18 sierpnia 1941, a 27 sierpnia 1941 roku została rozwiązana.

### Skład flotylli
W skład flotylli wchodził dywizjon kanonierek w składzie czterech okrętów (byłe estońskie kanonierki, przemianowane na „Narowa”, „Issa”, „Plussa” i „Embach”), okręt łącznikowy „Uku”, parowiec „Narowa Nr 2”, 13 kutrów motorowych i 6 parowców (rzecznych i jeziornych).
Okręty:
- „Embach” – kanonierka (wyporność 144 t, 2 działa 45 mm), zatopiona 13 sierpnia 1941[6].
- „Issa” – kanonierka (wyporność 291 t, 2 działa 76 mm), zatopiona 11 sierpnia 1941[6].
- „Plussa” – kanonierka bocznokołowa (wyporność 150 t, 2 działa 45 mm), zatopiona 11 sierpnia 1941[6].
- „Narowa” – kanonierka bocznokołowa (wyporność 145 t, 3 działa 45 mm), zatopiona 23 lipca 1941[6].

## Działania w 1944 roku
18 sierpnia 1944 została sformowana Brygada Okrętów Rzecznych Floty Bałtyckiej (KBF) na jeziorze Czudzkim, z dawnego 25. Samodzielnego Dywizjonu Kutrów tej floty, w bazie Gdow, pod dowództwem kapitana II rangi A. Arżawkina. Prowadziła działania bojowe wspólnie z wojskami Frontu Leningradzkiego w operacjach ofensywnych od 18 sierpnia do 14 listopada. W skład brygady weszło 12 kutrów artyleryjskich, 6 kutrów trałowych, 31 statków i barek.
Zarówno Flotylla Czudzka, jak i brygada okrętów rzecznych KBF, posiadały nieznaczne siły, niemniej odegrały ważną rolę, wspierając wojska lądowe w operacjach obronnych i ofensywnych.

## Dowódcy
Czudzką Flotyllą Wojenną dowodzili:
- W. Samowicz (cz.p.o. i p.o. kwiecień – maj 1918, październik 1918 – styczeń 1919);
- D. Nielidow (czerwiec – październik 1918, przeszedł na stronę interwentów);
- A. Afanasjew (styczeń – maj 1919);
- N. Jokisz (maj – lipiec 1919);
- N. Awraamow (lipiec – sierpień 1941),
- A. Arżawkin (od maja 1944).